# Stenucha melas
Stenucha melas là một loài bướm đêm thuộc phân họ Arctiinae, họ Erebidae.